# Kâmran Aziz

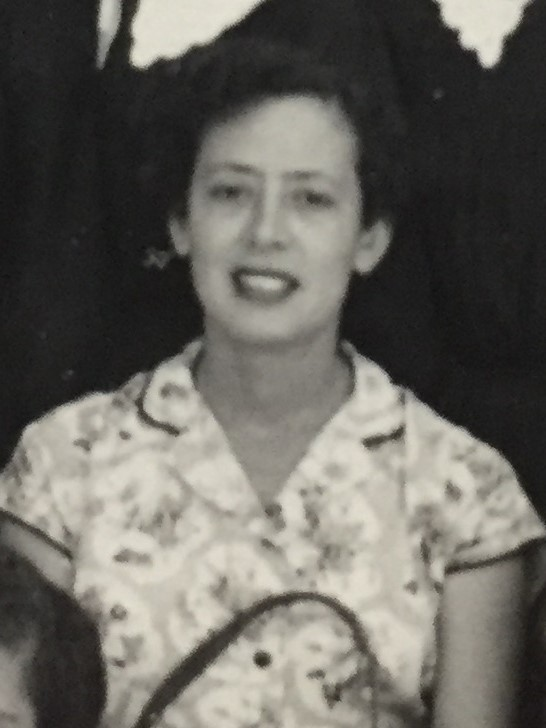
Kâmran Aziz (1954)

Kâmran Aziz (geb. 1922 in Nikosia; gest. 7. März 2017 in Nord-Nikosia) war eine zyprische Musikerin und Pharmazeutin. Sie leistete einen bedeutenden Beitrag zur türkisch-zyprischen Volksmusik und begründete das Genre in seinem modernen Sinn.

## Herkunft und Ausbildung
Kâmran Aziz kam 1922 in Nikosia zur Welt, der Hauptstadt des damaligen Britisch-Zypern. Ihr Vater war der Arzt Mehmet Aziz, der sich Verdienste um die Bekämpfung der Malaria auf der Insel erworben hatte. Kâmran begann ihre musikalische Ausbildung im Alter von 8 Jahren mit dem Erlernen des Klavierspiels, ihr Hauptinstrument war später das Akkordeon. Sie besuchte die American Academy Nicosia, studierte an der Cyprus Music School, legte die Prüfungen der London School of Music ab und erwarb außerdem ein Zertifikat der American School of Music.
Daneben nahm sie ein Pharmazie-Studium auf, das sie 1944 abschloss.

## Musikalische Karriere
Von 1945 trat Kâmran Aziz in Musiksendungen des britischen Militärradios auf. Sie übersetzte die Texte bekannter Gesangsstücken ins Türkische, bevor dies in der Türkei üblich wurde. 1950 gründete sie gemeinsam mit Jale Derviş, Zeki Taner, Fikret Özgün, Vecihi Turgay und Ahmet Anlar das Ensemble Kâmran Aziz ve Arkadaşları [Kâmran Aziz und ihre Freunde], mit dem sie bis 1963 im Radio und anschließend im Fernsehen der Cyprus Broadcasting Corporation auftrat. Sie spielten sowohl populäre Lieder als auch Opernarien und Liedern von Komponisten wie Schubert in türkischer Sprache. Die Übersetzungen stammten zumeist von Aziz und Derviş. Ihre Auftritte prägten den Musikgeschmack der türkisch-zyprischen Gesellschaft und machten sie sehr populär. Aziz und Derviş komponierten selbst Tangos, Walzer und Märsche und waren damit Pionierinnen. Einige von Aziz komponierte Lieder, die von der zyprischen Volksmusik inspiriert waren, fanden weite Verbreitung und werden heute als Teil des türkisch-zyprischen Volksmusikkanons angesehen.

## Karriere als Apothekerin
Aziz eröffnete 1947 ihre eigene Apotheke, die Aziz-Apotheke, und war damit zusammen mit Ayşe Dana die erste türkisch-zyprische Apothekerin. Während ihrer gesamten Laufbahn betrieb sie die Musik und ihre Apotheke parallel. 1959 gründete sie zusammen mit elf anderen Apothekern die Türkisch-Zyprische Apothekervereinigung. Aziz schloss ihre Apotheke im Jahr 1997. Ihre Apotheke stand Pate für ein lokales Pharmakologiemuseum, das 2011 eröffnet wurde.

## Tod
Aziz starb am 7. März 2017 im Alter von 95 Jahren in Nord-Nikosia, wo auch die Trauerfeierlichkeiten und die Beisetzung stattfanden. Der türkisch-zyprische Präsident Mustafa Akıncı und Ministerpräsident Hüseyin Özgürgün drückten öffentlich ihr Beileid aus.

## Kompositionen (Auswahl)
- „Kıbrıs’ım“ [Mein Zypern] (1958)
- „Kıbrıs’ım Sana Ne Oldu“ [Mein Zypern, was ist mit dir passiert]
- „Kıbrıs Zeybeği“ [Zypern Zeybek]
- „Al Yemeni Mor Yemeni“ (1960)
- „Seni Orakta Gördüm“ [Ich sah dich in der Sichel] (1960)
- „Gelin Geliyor Gelin“ [Die Braut kommt, Braut] (1962)
- „Orak Zamanı Geldi“ [Die Zeit für die Sichel ist gekommen]
- „Haydi de Süsleyin Gelini“ [Komm und schmücke die Braut] (1962)
- „Göçmüş Derler İsmet Paşa“ [Sie sagen, Ismet Pascha sei ausgewandert] (1973)
- „50. Yıl Marşı“ [Marsch zum 50. Jubiläum] (1973)
- „Kuzey Kıbrıs Bağımsızlık Marşı“ [Marsch zur Unabhängigkeit Nordzyperns] (1983)
- „Ne Güzel Bir Dünya Olurdu“ [Was für eine schöne Welt wäre das] (1985)

## Auszeichnungen (Auswahl)
- 1973: 1. und 2.  Preis beim Kompositionswettbewerb zum 50. Jahrestag der Gründung der Republik Türkei[12]
- 1981: 1. Preis beim Marschkompositionswettbewerb zum 100. Geburtstag Atatürks[12]
- 1984: 1. Preis beim Kompositionswettbewerb anlässlich des 10. Jahrestages der „Zypern-Operation“ [der völkerrechtswidrigen Besetzung von Nordzypern durch die türkische Armee][13]
- 1985: 1. Preis beim Kompositions- und Textwettbewerb für Kinderlieder beim 6. Kultur- und Kunstfestival der Türkischen Gemeinschaft Nikosia[12]
- 1997: Halkbilim Hizmet Ödülü [Kulturpreis] der Halk Sanatları Derneği [Volkskunstvereinigung][14]
- 2001: TRNC-Frauenpreis des Frauenforschungs- und Bildungszentrum der Ostmediterranen Universität in Famagusta[12]
- 2008: Sonderpreis des Kulturausschusses der Versammlung der Türkischen Republik Nordzypern[1]
- 2009: Top 10 TRNC Sonderpreis der Bayrak Radio and Television Corporation (BRT)[12]